# Шлен-Дратов
Шлен-Дратов (нім. Schloen-Dratow) — громада в Німеччині, розташована в землі Мекленбург-Передня Померанія. Входить до складу району Мекленбургіше-Зенплатте. Складова частина об'єднання громад Зенландшафт-Варен.
Площа — 36,12 км2. Населення становить 881 ос. (станом на 31 грудня 2020).